# Los
Los – miejscowość (tätort) w Szwecji, w regionie administracyjnym (län) Gävleborg, w gminie Ljusdal.
Według danych Szwedzkiego Urzędu Statystycznego liczba ludności wyniosła: 354 (31 grudnia 2015), 340 (31 grudnia 2018) i 335 (31 grudnia 2019).